# Edith Hirsch Luchins
Edith Hirsch Luchins   (Brzeziny, 21 de desembre de 1921 - Suffern, 18 de novembre de 2002), de soltera Edith Hirsch, va ser una matemàtica estatunidenca, nascuda a Polònia.

## Vida i obra
Tot i haver nascut a Polònia, la seva família va emigrar als Estats Units quan ella només tenia sis anys per establir-se a Nova York on va destacar en matemàtiques des de l'escola elemental. Ja a la high school va conèixer el psicòleg Abraham S. Luchins, qui la va fer interessar-se en la psicologia cognitiva mentre a ell li agradava el seu interès per les matemàtiques, de tal forma que es van casar poc després que ella es gradués al Brooklyn College el 1942. Dos anys després va obtenir el màster a la universitat de Nova York, però els cinc fills, els diferents llocs de treball que va tenir i el seu trasllat a Montreal (on el seu marit va ser professor a la universitat McGill) van fer que no fos massa constant en el seu treball de recerca; però quan el seu marit va ser nomenat professor de la universitat d'Oregon el 1954, es va matricular de doctorat i el 1957 va defensar la tesi sobre àlgebres de Banach, dirigida per Bertram Yood.
Els dos membres del matrimoni van ser docents durant uns anys a la universitat de Miami fins que el 1962 es van traslladar a Albany on ell va ser professor de la universitat Estatal de Nova York i ella de l'Institut Politècnic Rensselaer, passant a ser professora emèrita el 1992 tot i que va seguir activa en recerca fins a la seva mort el 2002.
Hirsch Luchins va ser pionera en el camp de la psicologia matemàtica i també va investigar el paper del gènere en l'aprenentatge i l'ensenyament de les matemàtiques. A ella se li deu el suggeriment d'aplicar la lògica difusa per estudiar els procesos del pensament humà i, amb el seu marit, van ser uns dels primers propagandistes de la teoria de la Gestalt als Estats Units.
Els seus llibres més notables, escrits conjuntament amb el seu marit, van ser:
- 1959: Rigidity of Behavior: A Variational Approach to the Effect of Einstellung
- 1965: Logical Foundations of Mathematics for Behavioral Scientists